# Arillastrum gummiferum
Arillastrum gummiferum är en myrtenväxtart som först beskrevs av Adolphe-Théodore Brongniart och Jean Antoine Arthur Gris, och fick sitt nu gällande namn av Jean Armand Isidore Pancher och Henri Ernest Baillon. Arillastrum gummiferum ingår i släktet Arillastrum och familjen myrtenväxter. Inga underarter finns listade i Catalogue of Life.

## Bildgalleri

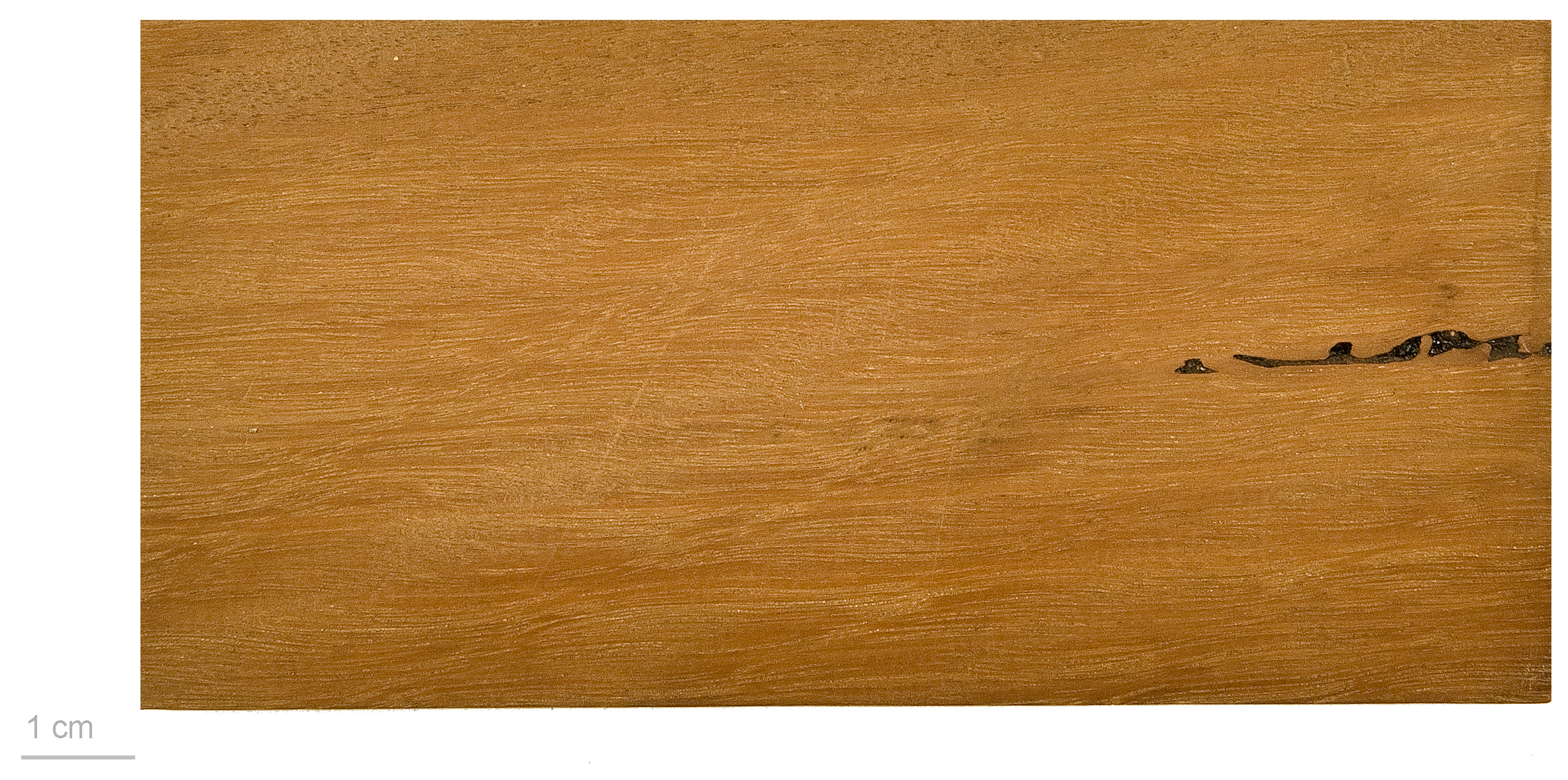
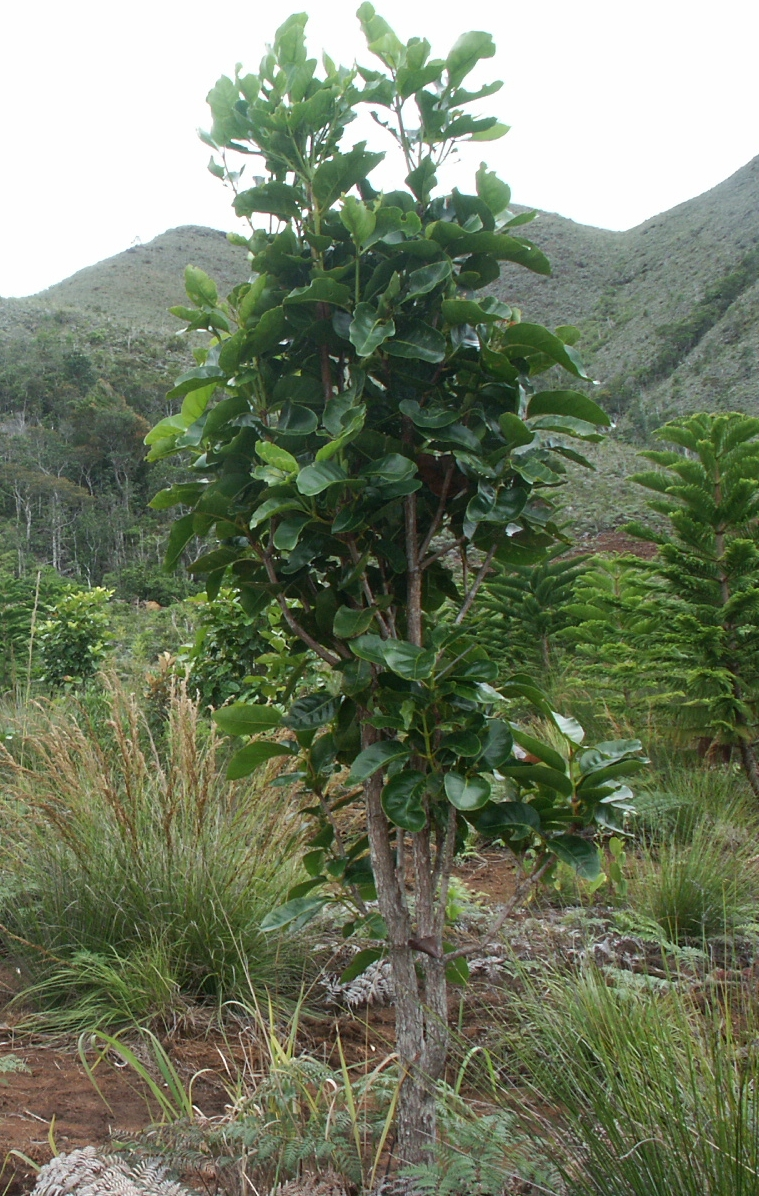